# Monaca
Monaca（モナカ）とは、HTML5アプリ開発用のWeb IDE及びデプロイサーバーを提供するWebサービスである。アシアル株式会社(Asial Corporation)が開発・運営している。

## 概要
Apache Cordova(旧:PhonGap)ベースのHTML5アプリの開発プラットフォーム。Webブラウザからアクセス可能なWeb IDE、開発したアプリをAndroidアプリ、iOSアプリ、Webアプリケーションとしてビルドするサービス、およびデプロイサーバーを提供する。
mBaaS(mobile Backend as a Service)としてはMonaca Backendが提供されている他、富士通クラウドテクノロジーズのニフクラ mobile backend(旧:ニフティクラウド)、Firebase等の他社サービスも使用可能 。Freeプラン以外ではローカル開発も行えるMonaca LocalkitやMonaca CLIも使用可能。
使用できる言語としてはCordovaに準ずるJavaScript、HTML、CSSといったウェブアプリケーション開発用の言語の他、Angular、React、Vue.jsといったWebアプリケーションフレームワークも対応している。また、同じくアシアルが開発するCordovaベースのオープンソースUI フレームワークであるOnsenUIも提供されている。
同じくCordovaをベースとする製品に、PhonGapの買収元であるAdobeによるAdobe PhonGapとPhonGap Build、IBMによるIBM MobileFirst等がある。Adobe PhonGapはローカル環境にインストールして使用し、開発したアプリをPhonGap Buildでビルドし、自分で用意したサーバーへデプロイする必要がある。これに対し、Monacaは開発・ビルド・デプロイまですべてMonacaのWebアプリケーション上で可能である事が違いとして挙げられる。